# Carta salata

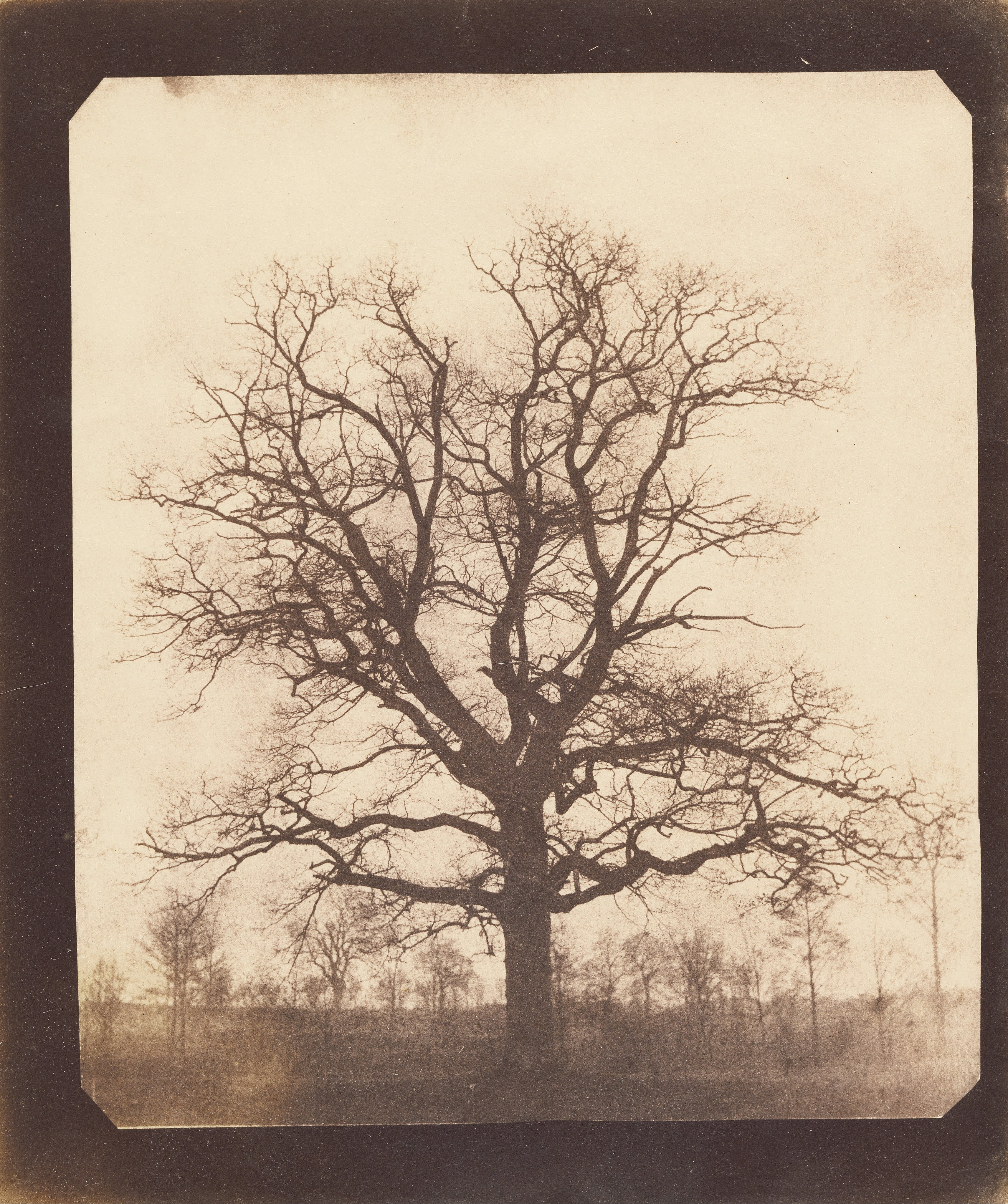
William Henry Fox Talbot, Albero di quercia in inverno, stampa su carta salata, 1842-43, Getty Museum, Los Angeles

La carta salata (salted paper, in inglese) è un antico procedimento di stampa fotografica inventato da William Henry Fox Talbot nel 1833 circa.

## Principio di funzionamento
Sì prendeva un foglio e lo si metteva nell'acqua salata anche se non satura. Si lasciava poi asciugare finché non si cospargeva di cristalli di sale, quindi si immergeva nel nitrato di argento e si lasciava ancora asciugare. Così si formava cloruro di argento fotosensibile.

## Storia
Talbot stava lavorando, in quegli anni, ad un sistema per produrre immagini fotografiche, che si concretizzerà nel 1839, con l'annuncio pubblico dell'invenzione del calotipo e la nascita della fotografia. Nel corso dei suoi esperimenti, tutti basati sull'uso di sali d'argento, Talbot ideò numerose varianti del suo processo, dapprima da lui denominato "disegno fotogenico". Tra queste varianti si inseriva la cosiddetta "carta salata", cui però non fu mai veramente dato un nome (benché alcuni testi inglesi dell'epoca utilizzassero il termine transfer).
Nelle intenzioni originarie di Talbot riposava l'idea di creare un sistema di ripresa fotografica, finalizzata all'ottenimento di immagini positive dall'apparecchio fotografico o di negativi. Talbot raggiunse il suo scopo con la messa a punto della calotipia. Quanto alla carta salata, questo processo non era molto adatto per essere esposto direttamente nell'apparecchio fotografico, ma si prestava per produrre stampe fotografiche a partire da negativi, creati mediante un'altra tecnica (tipicamente per l'epoca, dei calotipi).

## Tecnica
Il nome generico con cui viene indicato questo processo deriva dal fatto che dei fogli di carta vengono intrisi di un sale comune, tipicamente cloruro di sodio o di ammonio, per poi essere fatti reagire con nitrato d'argento. In questo modo si formava cloruro d'argento, instabile alla luce, ciò consentiva la formazione di immagini fotografiche.
La carta salata è stata una delle prime carte sensibili usate in fotografia. Il trasferimento dell'immagine, dal negativo alla carta, avveniva all'interno di un torchietto dove erano messe a contatto, esponendole all'azione del sole. Aprendo posteriormente il torchietto, si poteva controllare lo stato della stampa  interrompendo il processo quando si riteneva di aver raggiunto l'annerimento giusto. Per questa ragione la carta salata è detta "ad annerimento diretto".

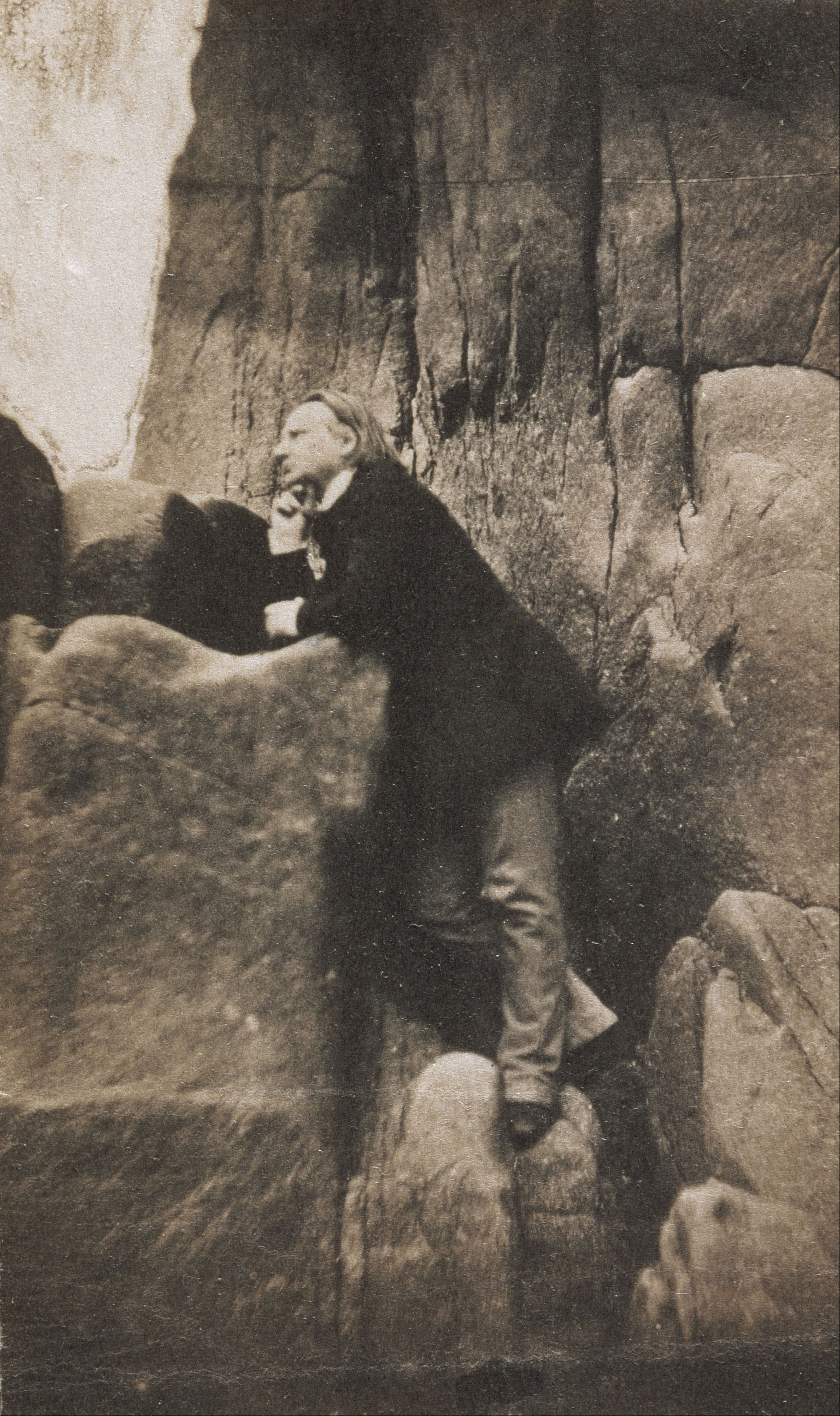
Charles Hugo, Victor Hugo sullo scoglio dei proscritti, stampa su carta salata,
Museo d'Orsay, Parigi, 1853 circa

Questa carta si trovava già pronta in commercio prodotta da diverse ditte e vendute dai negozianti di articoli fotografici, ma i manuali dell'epoca consigliavano di prepararsela, vista la relativa facilità dell'operazione. Innanzitutto si doveva decidere se usare carta liscia o rugosa o granosa. 
Per la carta liscia era raccomandato l'uso di carta il più possibile pura e per la granosa  era consigliata la scelta di  una carta il più bianca possibile fra le migliori per disegno.  Le formule consigliate variavano leggermente secondo il tipo di carta mentre il modo di operare era identico per i due tipi. 
Si iniziava con la salatura della carta e, dopo asciugatura, si procedeva  alla sensibilizzazione con nitrato d'argento.  Solo che con questa operazione la carta si alterava molto velocemente e andava usata nella giornata di preparazione. Per prolungare più a lungo il tempo di utilizzo occorreva un secondo bagno così, dopo asciugatura, la carta era pronta per essere utilizzata. Sembra che la carta così trattata fosse ancora utilizzabile dopo un anno. 
Dopo la stampa alla luce, si procedeva al lavaggio per alcuni minuti, poi al viraggio all'oro o al doppio viraggio all'oro e al platino. Dopo il viraggio, senza lavatura, le copie venivano immerse nel bagno di iposolfito per fissarle poi lavate a lungo.
Differenti tipi di  carta, componenti il bagno di salatura o cambiamenti nei componenti i diversi bagni, conferivano alle copie intonazioni che andavano dal nero-violetto al bruno nelle diverse sfumature.